# Regional Rail
Die Regional Rail LLC ist eine Holding der Beteiligungsgesellschaft 3i Group, die verschiedene im Güterverkehr tätige Bahngesellschaften in den Vereinigten Staaten und Kanada besitzt.

## Geschichte
Im April 2007 gründete der zuvor in leitender Position für Omnitrax tätige Unternehmer Robert Parker die Regional Rail LLC als Dachgesellschaft im Bahnbereich. Im August 2015 gaben Regional Rail und die Beteiligungsgesellschaft Levine Leichtman Capital Partners (LLCP) aus Los Angeles bekannt, dass letztere über eine neue Tochtergesellschaft namens Regional Rail Holdings die Mehrzahl der Anteile an der Regional Rail übernehme.
LLCP verkaufte die Regional Rail Holdings wiederum 2019 an die 3i Group. Die Übernahme wurde am 8. Juli 2019 abgeschlossen. In der Folgezeit begann das Unternehmen durch die Übernahme von kleineren Bahngesellschaften zu expandieren.

## Bahngesellschaften und andere Beteiligungen
Regional Rail besitzt folgende Unternehmen vollständig oder mehrheitlich:
| Bahngesellschaft                       | Region                         | Übernahme/Inbetriebnahme | Bemerkung                                                      |
| -------------------------------------- | ------------------------------ | ------------------------ | -------------------------------------------------------------- |
| Carolina Coastal Railway (CLNA)        | North Carolina, South Carolina | Februar 2020             |                                                                |
| Diamondback Signal                     | Vereinigte Staaten             | August 2012              | Produktion und Montage von Blinklichtanlagen für Bahnübergänge |
| East Penn Railroad (ESPN)              | Delaware, Pennsylvania         | 27. August 2007          |                                                                |
| Effingham Railroad (EFRR)              | Illinois                       | Dezember 2022            |                                                                |
| Florida Central Railroad (FCEN)        | Florida                        | November 2019            |                                                                |
| Florida Midland Railroad (FMID)        | Florida                        | November 2019            |                                                                |
| Florida Northern Railroad (FNOR)       | Florida                        | November 2019            |                                                                |
| Great Sandhills Railway (GSR)          | Alberta, Saskatchewan          | November 2022            |                                                                |
| Illinois Western Railroad (ILW)        | Illinois                       | November 2019            |                                                                |
| Middletown & New Jersey Railroad (MNJ) | New York                       | April 2009               |                                                                |
| Port Manatee Railroad (PMR)            | Florida                        | November 2021            |                                                                |
| South Point & Ohio Railroad (SPOR)     | Ohio                           | November 2019            |                                                                |
| Tyburn Railroad (TYBR)                 | Pennsylvania                   | September 2011           |                                                                |
| Burns Harbor Railroad (BHR)            | Indiana                        | September 2022           |                                                                |
| Ohio South Central Railroad (OSCR)     | Ohio                           | November 2023            |                                                                |
| Indiana Eastern Railroad (IERR)        | Indiana                        | November 2023            |                                                                |
| Cincinnati Eastern Railroad (CCET)     | Ohio                           | Juni 2024                |                                                                |

## Unternehmensleitung
- Robert C. Parker; President and Chief Executive Officer 2007–2017
- Alfred M. Sauer; President and Chief Executive Officer seit 2017[14]